# Siloca viaria
Siloca viaria är en spindelart som först beskrevs av George William Peckham och Elizabeth Maria Gifford Peckham 1901.  Siloca viaria ingår i släktet Siloca och familjen hoppspindlar. Inga underarter finns listade i Catalogue of Life.